# Monumento da Família Jafet
O Monumento da Família Jafet é um túmulo localizado no Cemitério da Consolação, na cidade brasileira de São Paulo. O monumento foi encomendado pela própria Família Jafet em memória do industrial Nami Jafet, o mais velho de seis irmãos da família. Trata-se de uma obra do escultor italiano Materno Giribaldi construída em bronze e granitos e que, após sua conclusão, foi tema de um livreto comemorativo editado pelo artista gráfico Elvino Pocai. Tal obra recebeu o título de "Simbologia do Monumento da Família Jafet". A obra contém diversos corpos apresentando nudez, esta por sua vez associada ao lirismo e sensualidade, combinando elementos simbolistas e do art nouveau.

## Histórico

### Encomenda e fundição
Em 1925, ano em que chegou ao Brasil, desembarcando no Porto de Santos, o escultor italiano Materno Giribaldi foi contratado para a criação do monumento em memória de Nami Jafet. Em janeiro daquele ano, a viúva do industrial havia adquirido os terrenos destinados a este fim no Cemitério da Consolação. Desse modo, Giribaldi pode inicar a modelagem em barro, a partir da maquete em gesso, em um ateliê construído especialmente para a realização da obra, no interior da fábrica Fiação Tecelagem e Estamparia Ypiranga “Jafet”. Pouco depois, o projeto foi interrompido em razão de uma disputa relativa aos terrenos no cemitério. Após cerca de 4 anos de entraves devido a problemas na conceções dos lotes no cemitério, em agosto de 1931, Julio Paperetti foi contratado para dar início à fundição em bronze do monumento, empregando uma equipe de operários gerenciada em parceria com Giribaldi. Para o retoque e finalização dos modelos em gesso, assim como para a modelagem dos elementos do interior da capela, sabe-se que Giribaldi foi auxiliado por seu aprendiz, Ernesto Portante, que também fora seu aluno no Liceu de Artes e Ofícios.
 Media relacionados com Monumento da Família Jafet no Wikimedia Commons

## Leituras adicionais
- CATELLI, Eva Pralon. Materno Giribaldi e o Monumento da Família Jafet: antecedentes e processo de elaboração (1925-1932), in: Revista de História da Arte e da Cultura, Campinas SP, v.2, n.1, jan-jun 2021.